# Marie av Anjou
Marie av Anjou, född 14 oktober 1404, död 29 november 1463 i Abbaye de Chateliers-en-Poitou, var en fransk drottning, gift 1422 med kung Karl VII av Frankrike. Hon var regent under makens frånvaro år 1434.

## Biografi
Marie av Anjou var dotter till Ludvig II av Anjou, titulärkung av Neapel, och Yolanda av Aragonien. Liksom sina syskon fick hon en hög bildning av sin mor. 
Hon trolovades år 1414 i Paris med sin syssling prins Karl av Frankrike.  Hennes mor tog sedan med sin både henne och Charles till Angers, för att de skulle kunna bli fullvuxna i säkerhet på grund av den dåvarande instabila politiska situationen. År 1417 blev Karl oväntat tronföljare på grund av sina äldre bröders död, och fick stöd av Maries mor att hävda sina arvsrättigheter mot sin mor, som var allierad med engelsmännen. Karl fick ett viktigt stöd i tronstriderna under hundraårskriget av hennes familj, särskilt av hennes mor. Karl och Marie besökte tillsammans Paris 1417, vilket slutade med att de tvingades fly för att undvika att bli tillfångatagna. Den slutliga vigseln mellan Maria och Karl ägde rum 22 april 1422 i Bourges. 

### Drottning
Karl VII blev slutligen krönt i Reims på uppmaning av Jeanne d'Arc och Marie var därmed formellt drottning. Marie blev själv aldrig krönt: Karl ville att hon skulle krönas med honom, och hon följde honom på vägen, men på grund av sin graviditet tvingades hon avbryta resan och vända tillbaka eftersom färden bedömdes som farlig för hennes hälsa. 
Under sin tid som drottning levde Marie av Anjou mestadels med sitt eget hushåll på slottet i Tours, Amboise och (efter 1450) i Chinon, och följde sällan med makens hushåll på dess resor; däremot besökte hon ofta och gärna sin bror i Lorraine, och tog emot honom själv som gäst.  Hon hade ett stort hushåll med bland annat sjutton hovdamer, fler än andra drottningar före henne, och var bland annat den första drottningen som hade en hovastrolog, Arnoul de La Palu, något som sedan blev vanligt.  Hon beskrivs som djupt religiös, och ägnade sig åt fromhetsövningar, broderi, sina barn, sin personal och ett menageri av husdjur, bland annat papegojor, duvor, getter och vildsvin.  Hon gjorde 1424 en pilgrimsfärd till Puy med kungen, och 1447 en egen till Mont St. Michel. Vid sin mors död 1442 ärvde hon flera egendomar i Aragonien, men hennes kusin kung Alfons V av Aragonien konfiskerade dessa.  År 1436 stod hon värd i Tours för sin son tronföljarens bröllop. 
Äktenskapet beskrivs inte som lyckligt. Från 1423 och framåt födde Marie fjorton barn. Från 1439 och framåt, sedan hon förlorat flera barn, bar hon enbart svart som tecken på sorg.  År 1444 installerade maken Agnès Sorel som sin officiella mätress vid hovet, vilket var första gången detta inträffade vid det franska hovet. Agnès Sorel fick en formell plats som hovdam hos Marie för att kunna vistas vid hovet, umgicks öppet med Karl vid hovet utan att dölja sitt förhållande, och Karl hyllade henne offentligt som sin kärlekspartner och lade Marie i skuggan i offentliga sammanhang, samtidigt som hon fortsatte att göra Marie gravid.  Marie ska ha funnit situationen förödmjukande men ödmjukt ha accepterat allt detta utan att klaga öppet, vilket var i enlighet med denna tidsperiods ideal för en hustru, och hon beskrivs som undergiven och resignerad, medan däremot hennes son demonstrerade sitt ogillande mot sin far på grund av detta.   
Marie har traditionellt sagts sakna politiskt inflytande. Det finns dock två tillfällen när hon bevisligen agera politiskt. År 1433 övertalade hon kungen att ersätta kanslern Georges de la Trémoille med sin egen bror Karl av Anjou, och våren 1434 tjänstgjorde hon som Frankrikes ställföreträdande regent i kungens frånvaro. 
Maries kaplan Robert Blondel tillägnade henne sin bok Tolv fasor i helvetet (1455). 

### Änkedrottning
Marie blev änka 1461. Hon var inte närvarande vid makens dödsbädd. Sedan hennes son bestigit tronen utökade han kraftigt hennes inkomster och gav henne slottet Amboise som personlig egendom. 
Marie gjorde 1463 en pilgrimsfärd till Santiago de Compostela, och då resan gjordes under vinter, då den torde ha varit extra besvärlig, finns teorier om att hon också utförde någon form av politiskt uppdrag åt sin son under den. 
Marie avled i klostret Abbaye de Chateliers-en-Poitou 1463, strax efter sin hemkomst från sin pilgrimsresa.

## Barn
1. Ludvig XI av Frankrike (1423–1483)
2. Catherine (1428–1446; gift med Karl "den djärve" av Bourgogne)
3. Yolanda (1434–1478)
4. Jeanne (1439–1482)
5. Madeleine (1443–1495)
6. Charles (1446–1472)
7. 3 söner och 5 döttrar, döda unga